# Szymański
Szymański (forma żeńska: Szymańska, w liczbie mnogiej: Szymańscy) – nazwisko polskie, 10. na liście najpopularniejszych w kraju. Według bazy PESEL 19 stycznia 2024 nosiło je 43 894 Polek i 42 841 Polaków.
Nazwisko powstało od imienia męskiego Szymon albo od nazw miejscowych od tego imienia pochodzących np.: Szymany, Szymanowo, Szymanów, na co może wskazywać użycie charakterystycznego formantu „-ski”, który służył do tworzenia tego typu nazwisk.

## Znani Szymańscy
- Adam Szymański (1852–1916) – polski pisarz i prawnik
- Adriana Szymańska (ur. 1943) – polska poetka
- Angelika Szymańska (ur. 1999) – polska judoczka
- Antoni Szymański (1881–1942) – polski duchowny katolicki, rektor KUL
- Antoni Szymański (1894–1973) – generał brygady Wojska Polskiego
- Antoni Szymański (ur. 1952) – polityk, senator VI kadencji Senatu RP
- Beata Szymańska (ur. 1938) – polska historyk filozofii
- Damian Szymański (ur. 1995) – polski piłkarz
- Edward Szymański (1907–1943) – poeta i dziennikarz
- Edward Szymański (ur. 1936) – polityk
- Franciszek Szymański (1893–1969) – poseł na Sejm w IV i V kadencji II RP
- Grzegorz Szymański (ur. 1978) – siatkarz, reprezentant Polski
- Halina Szymańska (ur. 1959) – urzędniczka
- Helena Szymańska (ok. 1841–1874) – aktorka, tancerka
- Henryk Szymański pseud. „Samotny Jastrząb” (ur. 1921, zm. 1981) – polski harcmistrz, pierwszy komendant Tajnego Hufca Harcerzy w Gdyni.
- Ignacy Szymański (1813–1874) – powstaniec listopadowy
- Irena Szymańska (1921–1999) – polska tłumaczka, pisarka, wydawca
- Janina Kalinowska-Szymańska – kapitan Armii Ludowej, Budowniczy Polski Ludowej, dyrektorka fabryk włókienniczych w Łodzi
- Jerzy Feliks Szymański (1909–1995) – oficer
- Jerzy Stanisław Szymański – matematyk
- Jerzy Szymański (ur. 1950) – prokurator, były p.o. Prokuratora Krajowego
- Julian Szymański (1870–1958) – polski okulista, polityk
- Lech Konstanty Szymański (1915–1999) – polski lekarz oftalmolog
- Konrad Szymański (ur. 1969) – polski polityk prawicowy
- Maciej Matthew Szymanski (ur. 1926) – powstaniec warszawski, kanadyjski architekt
- Maciej Szymański (ur. 1957) – polski dyplomata
- Mieczysław Szymański (1903–1990) – polski malarz i rysownik
- Michał Szymański (ur. 1959) – polski astronom
- Mikołaj Szymański (ur. 1954) – polski filolog klasyczny, znawca kultury antycznej
- Paweł Szymański (ur. 1954) – kompozytor muzyki poważnej
- Paweł Marcin Szymański (ur. 1967) – polski gitarzysta bluesowy
- Roman Szymański (1840–1908), dziennikarz
- Roman Władysław Szymański (1895–1974), generał
- Roman Szymański (1900–1931), działacz socjalistyczny
- Roman Szymański (ur. 1991), koszykarz
- Roman Szymański (ur. 1993), zawodnik MMA
- Sebastian Szymański (ur. 1991), koszykarz
- Sebastian Szymański (ur. 1999), piłkarz
- Stanisław Szymański (1930–1999) – polski tancerz klasyczny
- Tomasz Szymański (1865–1953) – polski senator Senatu III kadencji II Rzeczypospolitej
- Tomasz Szymański (ur. 1978) – polski urzędnik samorządowy i polityk, poseł na Sejm VII kadencji
- Wacław Szymański (1892–1975) – poseł na Sejm IV kadencji II RP
- Wiesław Paweł Szymański (ur. 1932) – krytyk i historyk literatury
- Witold Szymański (ur. 1943) – polski gitarzysta
- Witold Szymański (ur. 1949) – generał brygady Wojska Polskiego
- Władysław Szymański (ur. 1941) – działacz państwowy, ekonomista
- Włodzimierz Szymański (1936–2015) – polski muzyk jazzowy
- Wojciech Szymański (1928–2010) – polski chemik
- Wojciech Szymański (ur. 1932) – polski archeolog mediewista
- Wojciech Szymański (ur. 1951) – polski aktor głosowy
- Wojciech Szymański (ur. 1958) – polski przedsiębiorca
- Zdzisław Szymański (1926–1999) – polski fizyk